# Steve Kean
Stephen ("Steve") Kean (Glasgow, 30 september 1967) is een Schots voetbaltrainer en voormalig voetballer. Tot septemper 2012 was hij trainer van het Engelse Blackburn Rovers FC. Na zijn ontslag is hij aan de slag gegaan in Brunei, bij Brunei DPMM FC.